# 妙法寺 (横浜市磯子区)
妙法寺（みょうほうじ）は、神奈川県横浜市磯子区杉田にある日蓮宗の寺院。山号は牛頭山（ごずさん）。旧本山は中山法華経寺、達師法縁。中本山格。

## 歴史
六浦上行寺（横浜市金沢区）と並ぶ浄行院日祐聖人開山、妙法院日荷聖人開基になる寺院。室町時代以降、間宮家の菩提寺となり、一族の墓所がある。歴代は「聖人」号を許されている由緒ある寺院である。
日蓮宗改宗以前は弘法大師開創の真言宗寺院であった。現在の坪呑公園付近に奥の院があり、牛頭天王をまつり、山号を牛頭山とする。付近には梅林が広がり、江戸時代から杉田梅林として知られたが、現在は境内にわずかに残るだけである。開基の日荷聖人は、独りで仁王像をかついで身延山に奉納したという伝説から、足腰の守護神として崇拝されている。

寺院の縁起は、日本武尊（やまとたけるのみこと）の伝説を弘法大師が聞いて感銘を受け、小さな社（やしろ）を建てたことに始まる。
日本武尊は朝廷の命を受け、東国征伐の旅をしていた。日本武尊は相模国から上総国を目指して船を出したところ、走水の沖合で海が荒れ狂った。そのとき海の怒りを鎮めるため、お妃の弟橘姫（おとたちばなひめ）が海に身を投げ、嵐が鎮まった。海が晴れると杉田の山が見え、その山は牛が寝そべっているような形をしていた。日本武尊はその岩山に武神である須佐之男命(すさのおのみこと、牛頭天王の化身)の姿を見て、杉田の浜に船を寄せた。そのときに日本武尊が佩刀していたのは、須佐之男命が八岐大蛇（やまたのおろち）を倒した際に手に入れた天叢雲剣（あめのむらくものつるぎ）別名草薙剣（くさなぎのつるぎ）であった。その浜には弟橘姫がさしていた櫛が流れついていた。日本武尊は山頂の松の根元に櫛を埋め、須佐之男命に東国征伐の成功を祈願し、無事成功したといわれている。弟橘姫の着物の袖が流れ着いたのは、千葉の袖ヶ浦とされている。また、日本武尊は帰路で白龍に乗った弟橘姫が富士五湖の山中湖に消えていった姿を見ていることから、妙法寺では弟橘姫を「白龍弁財天」として祀っている。
時は流れ弘仁元年(810年)、諸国周遊されていた弘法大師が杉田を訪れた。この話に感銘を受けた弘法大師は松のそばに小さな社を建てて須佐之男命(牛頭天王)をお祀りした。これが妙法寺の開創とされ、当時は真言宗牛頭山自下寺（じげじ）という名称であった。
更に時は流れ、杉田の領主荒井因幡守光善（あらいいなばのかみみつよし）は牛頭天王に国家安全を一心に祈願していた。すると牛頭天王より「お前の師は下総中山の日祐なり」と告げられた。因幡守は中山法華経寺に向かい、日祐聖人について出家し、妙法院日荷と名乗るようになった。日荷聖人は杉田に帰り、法華経を弘め、文和元年(1352年)に自下寺を日蓮宗に改宗し、牛頭山妙法寺となった。妙法寺の歴代には檀林の玄能や本山の貫首が多く名を連ねている。
日荷聖人は金沢の称名寺の山門にある仁王像を見たとき、「これは身延山に相応しい仁王像だ」と考えられ、仁王像を賭けて称名寺の住職と囲碁の勝負をした。称名寺の住職は囲碁好きであったが、日荷聖人は素人であった。伝説によると、囲碁の打ち方がよくわからないため、天井のシミを見て打ったところ、日荷聖人が勝ってしまったとのことだった。称名寺の住職の気が変わらないうちにと、その日のうちに仁王像を持って帰り、三日三晩で日蓮宗総本山身延山久遠寺に運んで奉納したとされる。この仁王像は現在でも久遠寺の三門に安置されている。道中咳病にかかり、榧（かや）の実を拾って食べたところその病が治ったとされ、そのときに持ち帰った苗木は現在でも妙法寺と六浦上行寺に残っている。
天正年間（1573-92）杉田村一帯の領主だった間宮信繁は、農地には適さないこの地に数多くの梅を栽培し、その後梅の名所として多くの観光客が訪れるようになった。その様子は、初代歌川広重「武州杉田の梅林」にも描かれており、「杉田観梅記」など書籍でも紹介されるようになった。最盛期には3万6千本もの梅があったとされており、明治時代に英照・昭憲皇太后も観梅に訪れている。しかし、それ以降は火災、農地解放などの影響もあり、境内の平地はほとんど無くなってしまい、現在は往時の面影がわずかにみられるだけとなっている。
妙法寺からすぐ近くの国道16号線の交差点にはかつて路面電車の駅があり、交差点の名前も「杉田」となっていることから、元々杉田の中心地は妙法寺であったことがうかがわれる。
本牧の「三渓園」の梅は妙法寺から植林したものと言われている。
いつの時代からあるのかは不明だが「杉田梅」という品種がある。

## 境内
- 牛頭天王殿[2]
- 白龍弁財天
- 於徳地蔵尊
- 三十番神堂
- 瘡守稲荷大明神

## 文化財
- 日祐筆 題目曼荼羅

## 妙法寺のビャクシン

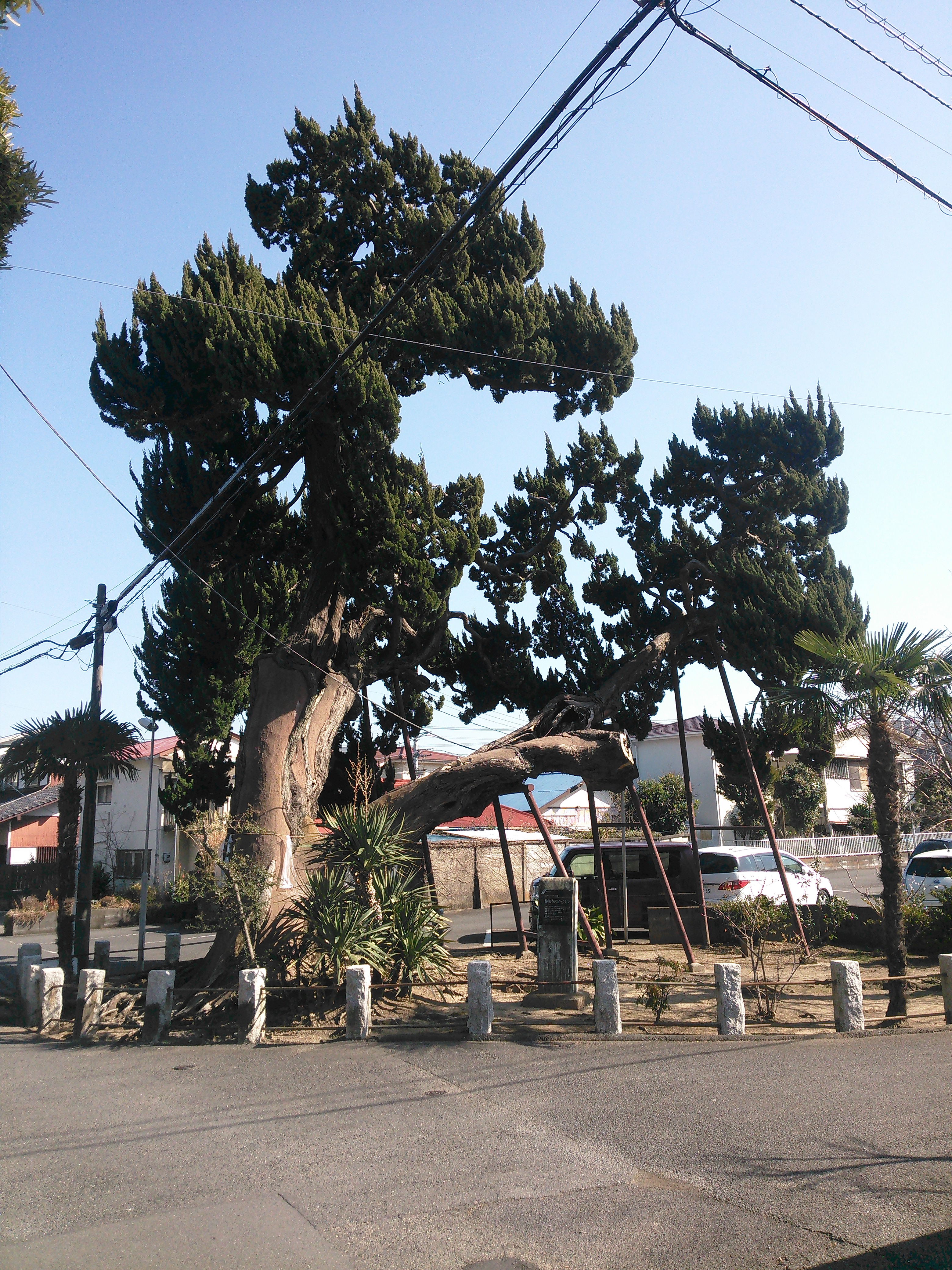
ビャクシンの古木

山門前には、樹齢約600年と推定されるビャクシン（イブキ）の古木が鎮座する。この木はかながわの名木100選にも選定されている。

## 旧末寺
日蓮宗は昭和16年（1941年）に本末を解体したため、現在では旧本山、旧末寺と呼びならわしている。
- 頂龍山了源寺（川崎市幸区北加瀬）
- 法性山隨縁寺（横浜市磯子区上中里町）

## 参考資料
- 日蓮宗寺院大鑑編集委員会『宗祖第七百遠忌記念出版 日蓮宗寺院大鑑』大本山池上本門寺（1981年）
- 『横浜市史稿・仏寺編』横浜市役所（1932年）
- 「杉田村 妙法寺」『新編武蔵風土記稿』 巻ノ79久良岐郡ノ7、内務省地理局、1884年6月。NDLJP:763986/62。